# Technofobie
Technofobie je úzkostný strach (fobie) z technologií, všeobecně z přístrojů a zvláště pak z počítačů. Poprvé se rozšířila po průmyslové revoluci. Opakem technofobie je technofilie. Různá společenství lidí jsou označována nebo se sami nazývají technofoby. V historii to byli luddité. Umělecky byla ztvárněna v románu Frankenstein či filmu Metropolis.